# Євстафій Александрійський
Євстафій Александрійський (VIII століття — 817 рік), Папа і Патріарх Александрійський і всієї Африки з 813 по 817 рік.

Був настоятелем Алкосуїрського монастиря до обрання патріархом.. Згідно з датованою реконструкцією отців-бенедиктинців конгрегації Сан-Мауро у Франції, він зійшов на престол у 801 році та помер у 805 році.